# Dirina stenhammarii
Dirina stenhammarii är en lavart som först beskrevs av Fr. ex Stenh., och fick sitt nu gällande namn av Poelt & Follmann. Dirina stenhammarii ingår i släktet Dirina och familjen Roccellaceae.   Inga underarter finns listade i Catalogue of Life.